# Concordance Strong
La Concordance Strong, parue en anglais sous le titre James Strong's Exhaustive Concordance of the Bible et nommée officieusement Strong's Numbers, est une liste de l'ensemble des mots présents dans la Bible (dans la King James Version), chacun accompagné de la référence au livre, au chapitre et au verset correspondants. Cette compilation a été effectuée sous la direction du théologien américain James Strong (1822–1894) et publiée pour la première fois en 1890. Ce travail, qui permet au lecteur de localiser toutes les occurrences d'un terme donné, propose un mode de vérification et de traduction indépendant.

## Présentation

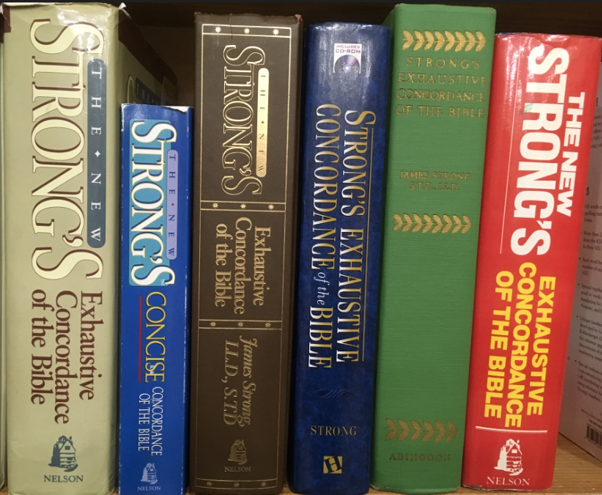
Rééditions et réimpressions de la Concordance Strong, désormais dans le domaine public.

Dans cette concordance, à chaque mot de la langue d'origine (hébreu, araméen ou grec) est attribué un nombre, connu dans la littérature spécialisée sous le nom de « numéro Strong ». Grâce à une liste, l'utilisateur peut localiser le terme associé à ce numéro chaque fois qu'il apparaît dans le texte biblique, ainsi que sa fonction grammaticale et sa traduction en anglais. Compte tenu de la nature de ces trois langues, toutes les formes des mots ne sont pas répertoriées telles quelles, mais sont identifiées par leurs racines ou leurs bases lexicales. Par exemple, l'hébreu אֱנוֹשׁ ĕnōš, qui peut se traduire par « être humain », ou encore par le nom propre « Enosh », est répertorié sous le numéro 582, et sous ce même numéro apparaissent les formes אֲנָשָׁ֔יו ănāšāw (« qui »), אֱנֽוֹשׁ ĕnōwōš (« c'est l'homme ») ou וְאַנְשֵׁיהֶֽם wə'anšêhem (« et ses hommes »), entre autres. Ou encore  le mot αγαπησεις reçoit le même numéro que αγαπατε (tous deux sous la cote Strong 25) pour le terme grec αγαπαω.
La Concordance Strong comprend 8 674 mots hébreux (ainsi que des termes araméens, dits « chaldéens ») de l'Ancien Testament et 5 624 termes grecs du Nouveau Testament.

## Usage des numéros
Grâce au système des numéros, il est possible de traduire des concordances bibliques d’une langue à une autre. Ainsi, la concordance russe de 30 000 mots de la Bible Thompson (Новая учебная Библия Томпсона, La Buona Novella Inc, 2010, Saint-Pétersbourg) est une traduction de la concordance anglaise de la Thompson Chain-Reference Bible (The New Thompson Study Bible, La Buona Novella Inc. & B.B. Kirkbride Bible Company, Inc., 2006). Dans la concordance russe, le mot hébreu ou grec correspondant au mot anglais a été défini puis rattaché à son équivalent russe dans la traduction synodale russophone de la Bible. Les numéros Strong sont utilisés dans d'autres traductions de la Bible, dont en espagnol la Reina-Valera.  
Outre les rééditions imprimées, il existe de nombreuses versions électroniques de la Concordance Strong, dont certaines sont intégrées à des sites d'exégèse biblique.

## Autres concordances bibliques
Il existe des numérotations alternatives des termes hébreux et grecs de la Bible, par exemple celle de Goodrick-Kohlenberger, à partir de laquelle la concordance anglophone a été compilée par la New International Version (The NIV Exhaustive Concordance, Zondervan, 1990). Elle contient 9597 mots hébreux, 779 araméens et 6068 grecs.